# Gegenstromprinzip (Raumordnungsrecht)
Das Gegenstromprinzip ist ein Grundprinzip im Bau- und Planungsrecht zur Raumordnung, das sich nach dem Raumordnungsgesetz (ROG) richtet.
Es enthält Vorgaben zur Landesplanung, das durch die wechselseitige Beeinflussung von örtlicher und überörtlicher bzw. regionaler und überregionaler Planung gekennzeichnet ist. Dabei hat die jeweilig untere Planungsebene (zum Beispiel örtliche Planung (Bauleitplanung)) Mitsprache- und Beteiligungsrechte bei der Erstellung überörtlicher Pläne (zum Beispiel Regionalplan) sowie einen Rechtsanspruch auf Berücksichtigung der eingebrachten örtlichen Belange, die sich planerisch durch Abwägung niederschlagen muss. Im Gegenzug muss sich die untere Planungsebene jedoch an die Vorgaben der überörtlichen Planung halten (Abwägung von Grundsätzen der Raumordnung bzw. Beachtung von Zielen der Raumordnung). Das Gegenstromprinzip soll sicherstellen, dass die Träger der Raumordnung (Bundesraumordnung, Landesplanung, Regionalplanung) Rücksicht auf die Bauleitpläne der Kommunen nehmen.
Das Gegenstromprinzip gründet sich auf § 1 Absatz 3 ROG: „Die Entwicklung, Ordnung und Sicherung der Teilräume soll sich in die Gegebenheiten und Erfordernisse des Gesamtraums einfügen; die Entwicklung, Ordnung und Sicherung des Gesamtraums soll die Gegebenheiten und Erfordernisse seiner Teilräume berücksichtigen (Gegenstromprinzip).“